# Bryan Colangelo
Bryan Paul Colangelo (Chicago, 1º de junho de 1965) é um treinador de basquetebol norte-americano e ex-gerente-geral do Los Angeles Clippers, Toronto Raptors e Phoenix Suns da National Basketball Association (NBA). Em 2005 e 2007, recebeu o NBA Executive of the Year.